# Маньен, Йоанн
Йоа́нн Манье́н (фр. Yohann Magnin; род. 21 июня 1997, Франция) — французский футболист, опорный полузащитник клуба «Клермон».

## Клубная карьера
Маньен — воспитанник клуба «Клермон». 4 декабря 2018 года матче против «Парижа» он дебютировал Лиге 2. 7 февраля 2020 года в поединке против «Валансьена» Йоанн забил свой первый гол за «Клермон». В 2021 году Маньен помог клубу выйти в элиту. 28 ноября в матче против «Реймса» он дебютировал в Лиге 1.  